# Montornès del Vallès
Montornès del Vallès (em catalão e oficialmente) ou Montornés del Vallés (em castelhano) é um município da Espanha, na comarca do Vallès Oriental, província de Barcelona, comunidade autónoma da Catalunha. Tem 10,2 km² de área e em 2021 tinha 16 804 habitantes (densidade: 1 647,5 hab./km²).